# Старосједиоци у Превалису
Од Словена затечени становници у Превалису (лат. Praevaliana, Prevalis) су били:
- потпуно романизовани и христијанизирани Илири;
- ислужени легионари насељени у провинцији;
- припадници чиновничког управног апарата (међу њима су и Ромеји, али и угледни Романи са византијским титулама, које су често претварали у презимена) и
- робови на латифундијама.

## Романи, Латини и Ромеји

### Романи
Романи су остаци старосједилаца латинског језика (по Константину Порфирогениту) и представљају „Грке” и „Римљане” из народне традиције. Романима се називају и у латинским изворима са почетка  вијека. По Константину Порфирогениту, Авари су „уништили” Романе (староједиоце) који су живјели у равницама, тако да су потражили спас у утврђеним приморским градовима (Улцињу, Будви, посебно у Котору). Претпоставља се да је овако насељено становништво из основа подигло и град Бар. Из тог разлога, када су Јужни Словени насељавали Балканско полуострво, затекли су старосједилачко становништво у градовима, али и планинским предјелима. Највише података има о Романима у приморским градовима. Мада Константин Порфирогенит сматра да су сва већа романска мјеста и утврде у планинским предјелима били уништени, по Барском родослову Романи у равницама нијесу потражили спас само у градовима приморја: избјегли су и у планинске предјеле (super cucumina montium). Тамо су имали зграде и према могућностима, утврђења (примјер романског утврђења је мартинићка градина, код села Мартинићи, близу Спужа и недалеко од разореног романског града Дукље). У сваком случају, зна се да је највећи прилив у приморске градове дошао из уништених римских градова у унутрашњости.

### Латини
Од краја XI вијека, у домаћим латинским списима Романи се називају Латинима. Таквим их именом назива и писац Барског родослова, а њихов језик „lingua latina”. Виљем од Тира ( вијек) истиче море Словена око градова (наводи између осталих и Бар), али да се градски становници разликују од њих по обичајима и језику („qui ab alliis et moribus et lingua dissimiles latina habent idioma”). Паралелно са употребом словенског језика, живјеће и латински језик, кроз цио средњи вијек. Из тог разлога, поједини романски топоними су могли бити формирани и послије доласка Словена.

### Ромеји
Ромејима су себе називали Византинци. Тако се, по Константину Порфирогениту, називају, јер их је цар Диоклецијан преселио на ове просторе, из Рима.

## Стари становници (народна традиција)
У црногорско-херцеговачкој традицији постоје и три етапе насељавања подручја данашње Црне Горе.

### Најстарији насељеници
Становници затечени на Балкану, добијали су од придошлица разна имена. Најстарији насељеници у народној традицији су:
- Грци (ријетко Римљани) „Грчким” се најчешће називају стара гробља, градине, селишта, нечитки натписи на стијенама и пронађени новац, мада је све то најмање грчко, римско, па ни византијско.
- Јаудије
- Кричи
- Шпањи (нпр. велика градина изнад Спужа, некада се сматрала њиховом. По локално сачуваној традицији, у Лушкој жупи су прије доласка Словена, живјели несловенски Шпањи).
- Букумири

### Средњи насељеници
- Лужани (или стари Зећани, одговарају средњовјековном српском словенском становништву). Историјски су познате Лушка и Подлушка жупа (Подлужје).

### Најмлађи
Најмлађи (данашњи) насељеници: поријеклом су везани за родоначелника братства и племена (често са краја  вијека или из  вијека).